# Guo Tianyu
Guo Tianyu (chinesisch 郭田雨, Pinyin Guō Tiányǔ; * 5. März 1999 in Jinan, Shandong) ist ein chinesischer Fußballspieler.

## Karriere

### Verein
Guo Tianyu erlernte das Fußballspielen in den Jugendmannschaften von Shandong Taishan und dem Oriental Dragon FC. Bei Shandong Taishan unterschrieb er 2016 auch seinen ersten Vertrag. Der Verein aus Jinan spielte in der ersten Liga, der Chinese Super League. Von 2016 bis 2018 bestritt er vier Ligaspiele. Die Saison 2019 wurde er an den Ligakonkurrenten Wuhan Zall FC ausgeliehen. Für den Verein aus Wuhan bestritt er 15 Erstligaspiele. Nach der Ausleihe kehrte er im Dezember 2019 aus Shandong Taishan zurück. 2021 feierte er mit Shandong die chinesische Meisterschaft. Der FC Vizela, ein Erstligist aus Portugal, lieh ihn die Rückrunde der Saison 2021/22 aus. Für den Erstligisten stand er dreimal auf dem Spielfeld. Ende Juni 2022 kehrte er nach China zurück. Am Ende der Saison 2022 wurde er mit dem Klub Vizemeister. 2020, 2021 und 2022 wurde er mit Shandong chinesischer Pokalsieger. Nach insgesamt 58 Ligaspielen wurde sein Vertrag im Juli 2023 nicht verlängert. Wo er von Juli 2023 bis Juli 2024 unter Vertrag stand, ist unbekannt. Im August 2024 zog es ihn nach Thailand. Hier unterschrieb er in Chiangrai einen Vertrag beim Erstligisten Chiangrai United.

### Nationalmannschaft
Guo Tianyu spielte von 2017 bis 2019 in verschiedenen Juniorennationalmannschaften seines Heimatlandes.

## Erfolge
Shandong Taishan
- Chinesischer Meister: 2021
- Chinesischer Vizemeister: 2022
- Chinesischer Pokalsieger: 2020, 2021, 2022